# Батьківщина
Батьківщи́на (Вітчизна або Отчизна) — країна, що належить певному народові; вужче — рідний край, місце народження тієї чи іншої людини. Поняття батьківщина позначає країну предків (батьків) людини, а також часто має емоційний підтекст, що має на увазі, що деякі відчувають до батьківщини особливе, сакральне почуття, яке поєднує любов і почуття патріотизму.

## Етимологія
Поняття «батьківщина» («земля батьків» від батьки) широко поширене в індоєвропейських мовах: українське слово семантично відповідає словам в багатьох інших слов'янських мовах (пол. ojczyzna, рос. отечество, лат. patria (звідки патріотизм) та споріднених романським словами, а також англ. fatherland й нім. Vaterland). У ряді мов існують також дещо інші синоніми, похідні від слова «матір» (англ. motherland, тур. anavatan) або зі значенням «рідні, свої місця» (англ. homeland, нім. Heimat, хорв. domovina, швед. fosterland(et) тощо).